# Ernst Keller
Pour les articles homonymes, voir Keller.
Ernst Keller est un graphiste et enseignant suisse, né le 15 juin 1891 à Villigen (Argovie) et mort le 4 novembre 1968 à Zurich. Il a été enseignant à l'école d'arts appliqués de Zurich (Kunstgewerbeschule Zürich) de 1918 à 1956. Dans son travail de graphiste, il a réalisé des identités visuelles, des affiches, des travaux de lettrage et des signes héraldiques. Pour l'influence qu'il a exercé à travers son enseignement du design, il est considéré comme l'un des fondateurs du “style suisse”.

## Biographie
(novembre 2024).
Ernst Keller est le deuxième de cinq enfants. Son père, Johannes Jakob Keller, est enseignant. Sa mère se nomme Maria Verena Keller, née Tanner. Il grandit dans la région de Buchs (Argovie). Il effectue un apprentissage dans une entreprise d'art graphique, Huber, Anacker & Cie, à Aarau, et suit également des cours à l'école d'art d'Aarau.
De 1911 à 1914, âgé de 20 à 23 ans, Keller vit à Leipzig, où il travaille dans la Werkstatt für neue deutsche Wortkunst, une agence de communication dirigée par Johannes Weidenmüller. Leipzig, où se trouve l'académie royale des arts graphiques et du livre, est à cette époque un centre d'innovation du graphisme et de l'imprimé. La première guerre mondiale le voit revenir en Suisse.
En 1915, âgé de 24 ans, il gagne le 1er prix d'un concours d'affiche organisé par le Schweizerischer Werkbund, auquel participent des graphistes renommés. En 1916, il rejoint le Werkbund.

### Enseignement
Ernst Keller débute en 1918 son activité d'enseignant à l'école d'arts appliqués de Zurich. En 1920, il devient enseignant régulier du cours de graphisme, prenant la succession de Johann B. Smits. Pendant ses 38 ans d'enseignement, il formera 204 élèves, dont 25% de femmes. Certains de ses élèves deviendront à leur tour enseignants en Suisse et à l'étranger, dont Walter Käch, Pierre Gauchat, Heinrich Kümpel, et Fred Troller.
Il prend sa retraite en 1956 et se consacre davantage à la sculpture.

### Reconnaissance
Après son décès, une exposition rétrospective de son travail est montrée au musée des arts appliqués (Kunstgewerbemuseum) de Zurich en 1976.
Une monographie intitulée Kein Stil / No style, consacrée à son travail en tant que graphiste et enseignant, est publiée en 2017.

## Réalisations marquantes
- Affiches réalisées pour le musée des arts appliqués (Kunstgewerbemuseum) de Zürich[6]. Plusieurs affiches figurent dans la collection du MoMA[7].
- 1927: Lettrage sur le "Haus zum Kindli", Zurich, 1927 (restauré en 1965)[1].
- 1928: Lettrage de la gare de Wiedikon, Zurich[1].
- 1933: Une fonte typographique conçue pour les inscriptions sur la façade et pour la signalétique du Museum für Gestaltung Zürich, inauguré en 1933. Il s'agit d'une sans-serif géométrique, dans l'esprit du style architectural Neues Bauen[8]. Une version numérique de cette fonte a été dessinée par Rudolf Barmettler, et publiée en 2018 sous le nom Rektorat[9],[10],[11],[12]. Elle est nommée «typo du mois» par le magazine Slanted en mars 2018[13].
- 1934: cadran de l'église Saint-Pierre, Zurich[1].
- 1938: relief sur la façade de l'assurance Rentenanstalt, Zurich.
- 1956: Drapeau et armories du canton de Glaris[14].

Réalisations
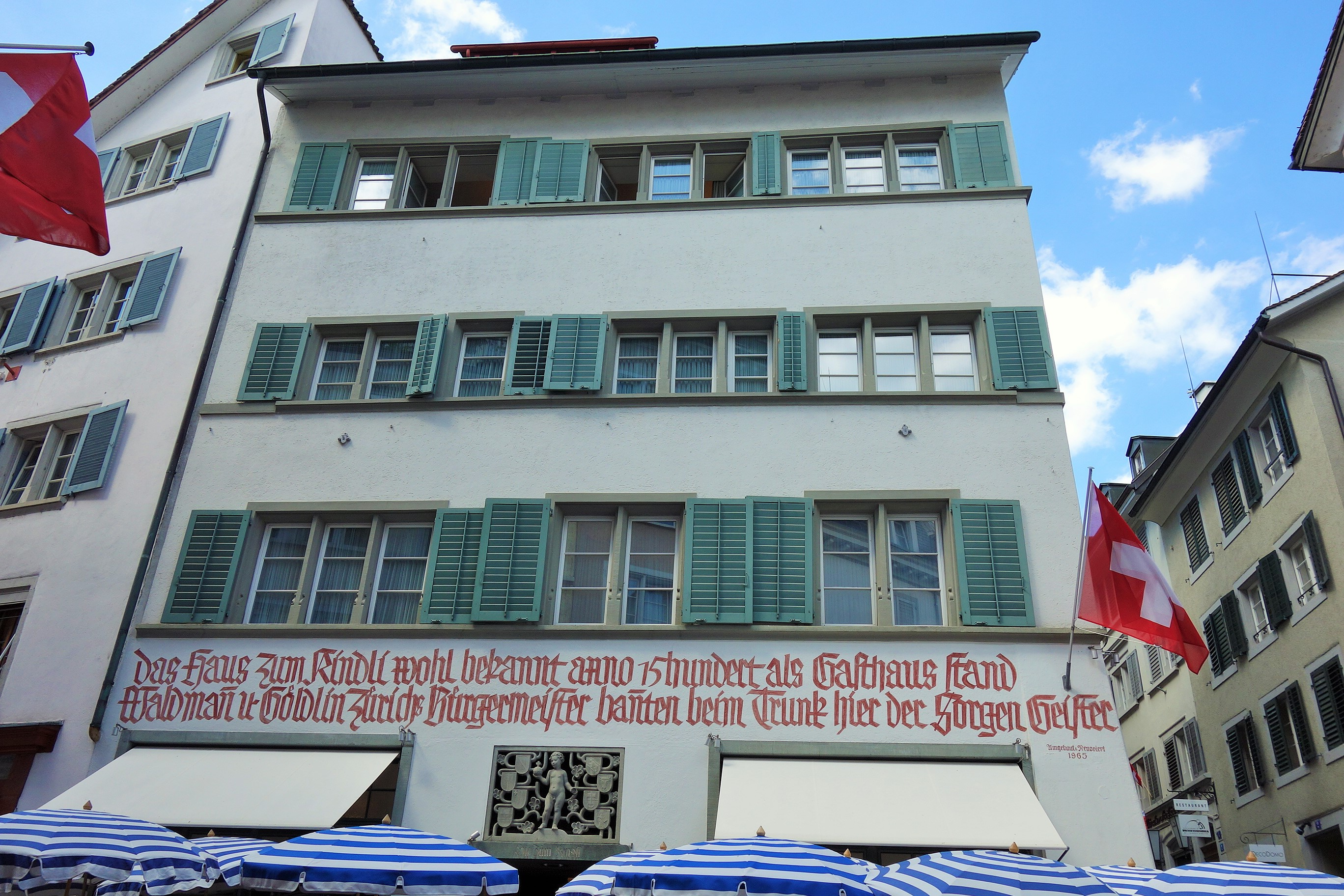
Lettrage sur le "Haus zum Kindli", Zurich, 1927 (restauré en 1965).
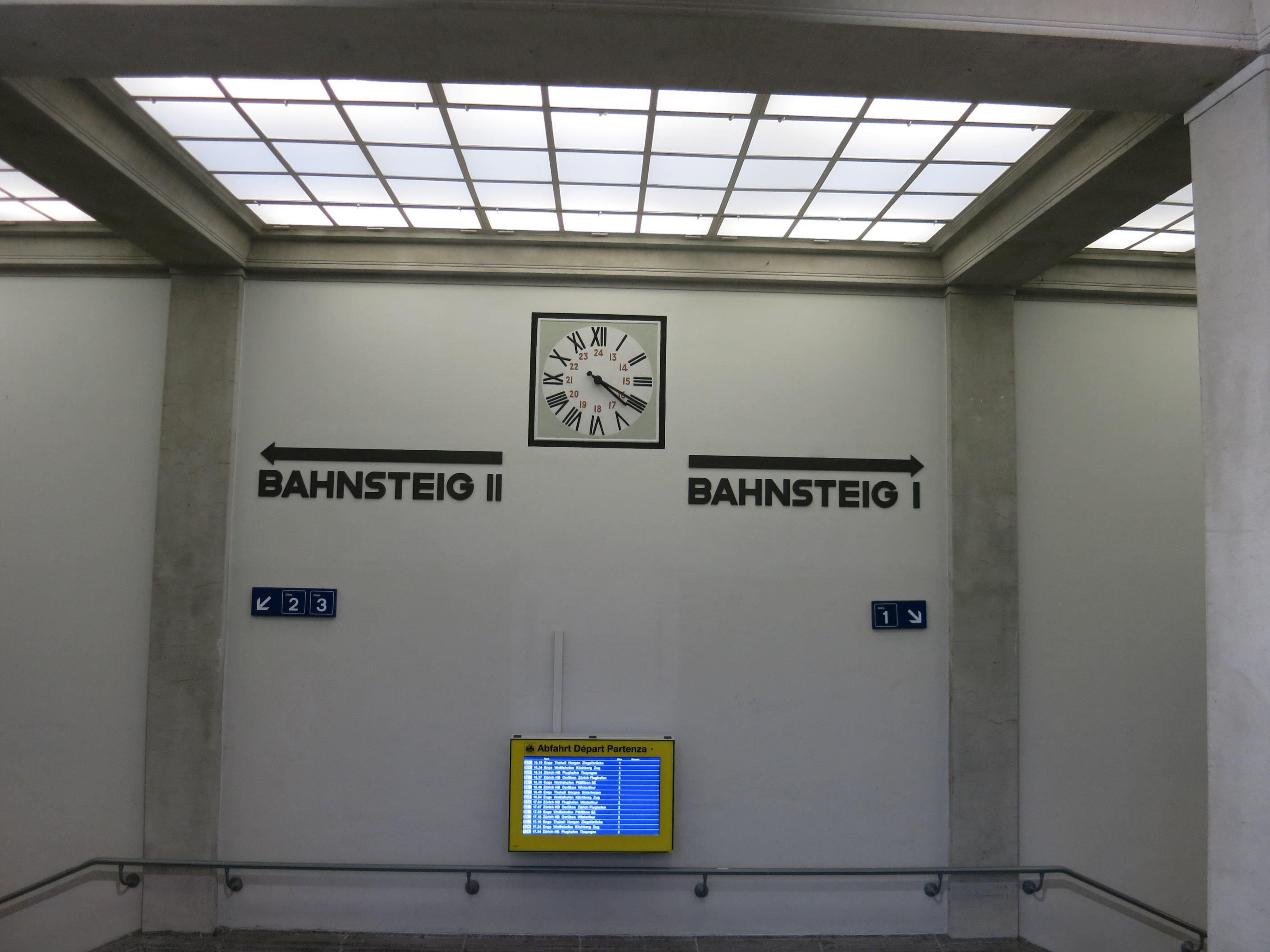
Lettrage réalisé dans la gare de Wiedikon (1928).
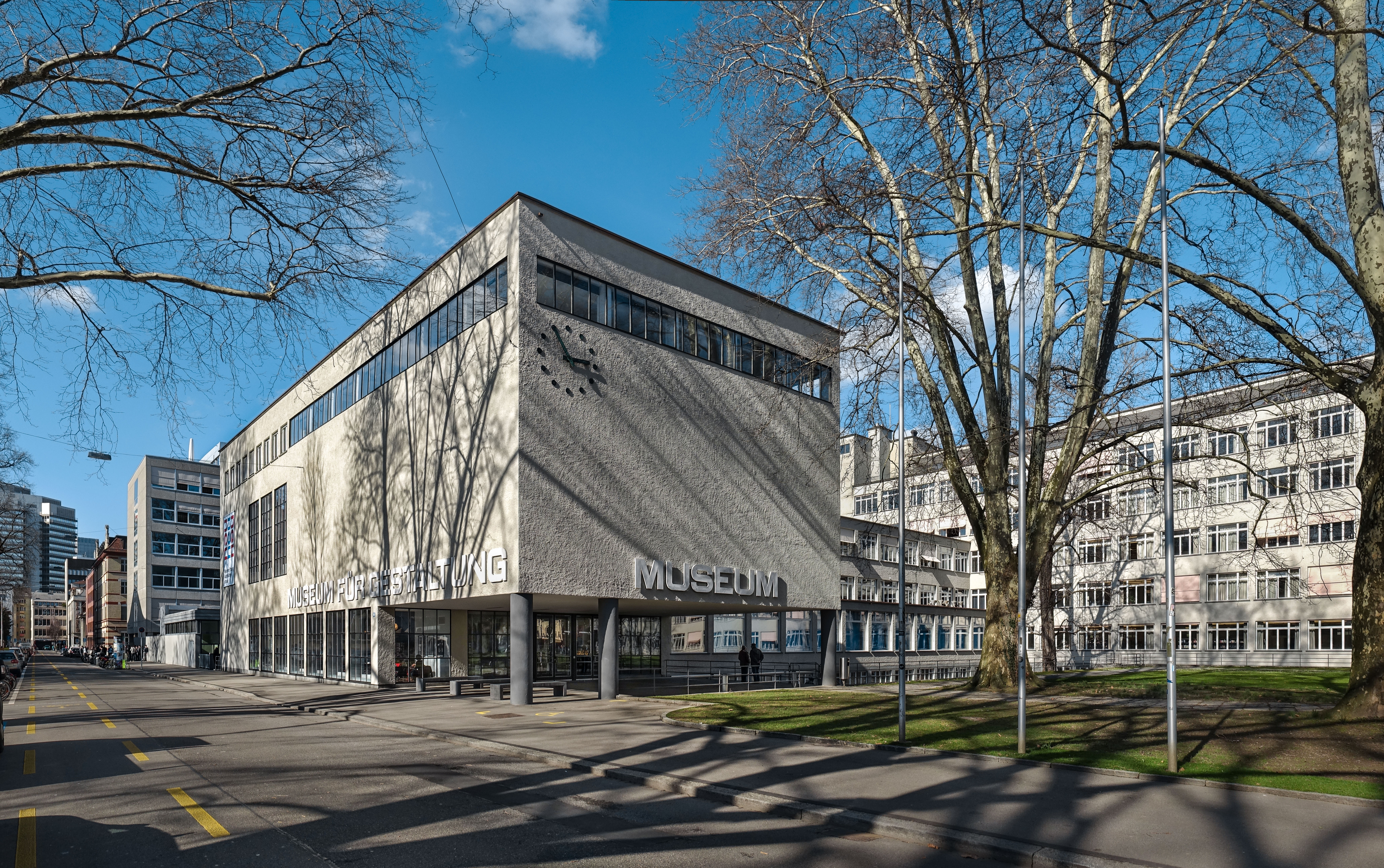
Le Museum für Gestaltung, avec la typographie conçue par Ernst Keller (1933).
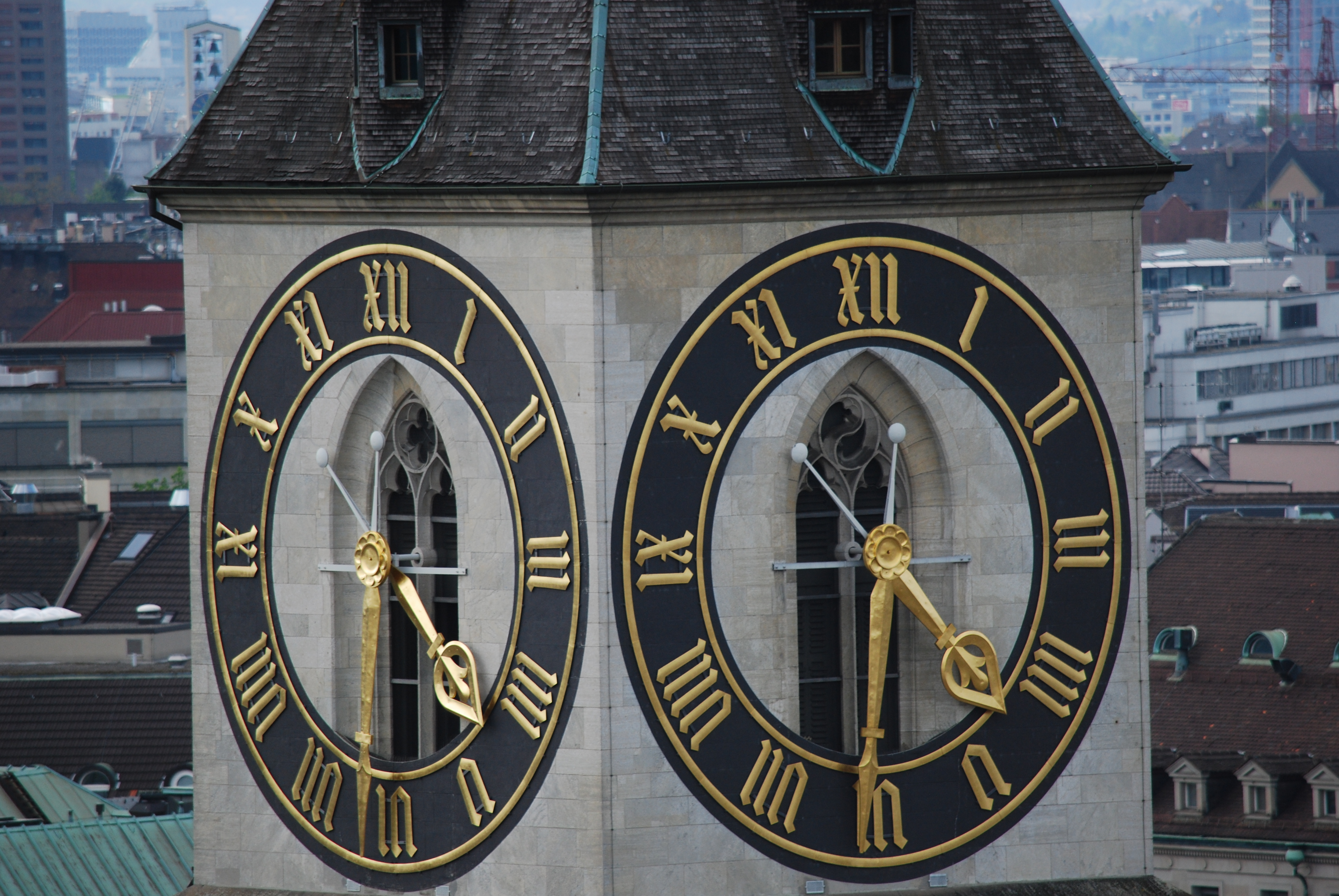
Cadran de l'église Saint-Pierre (1934).
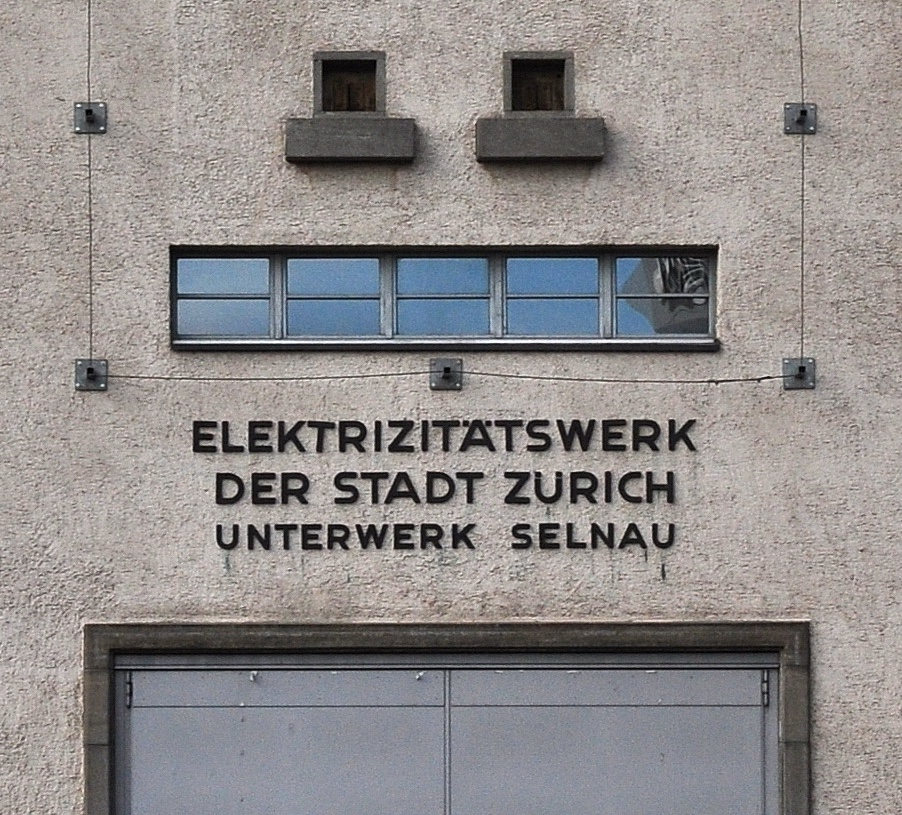
Lettrage pour la centrale électrique de Selnau (1934).
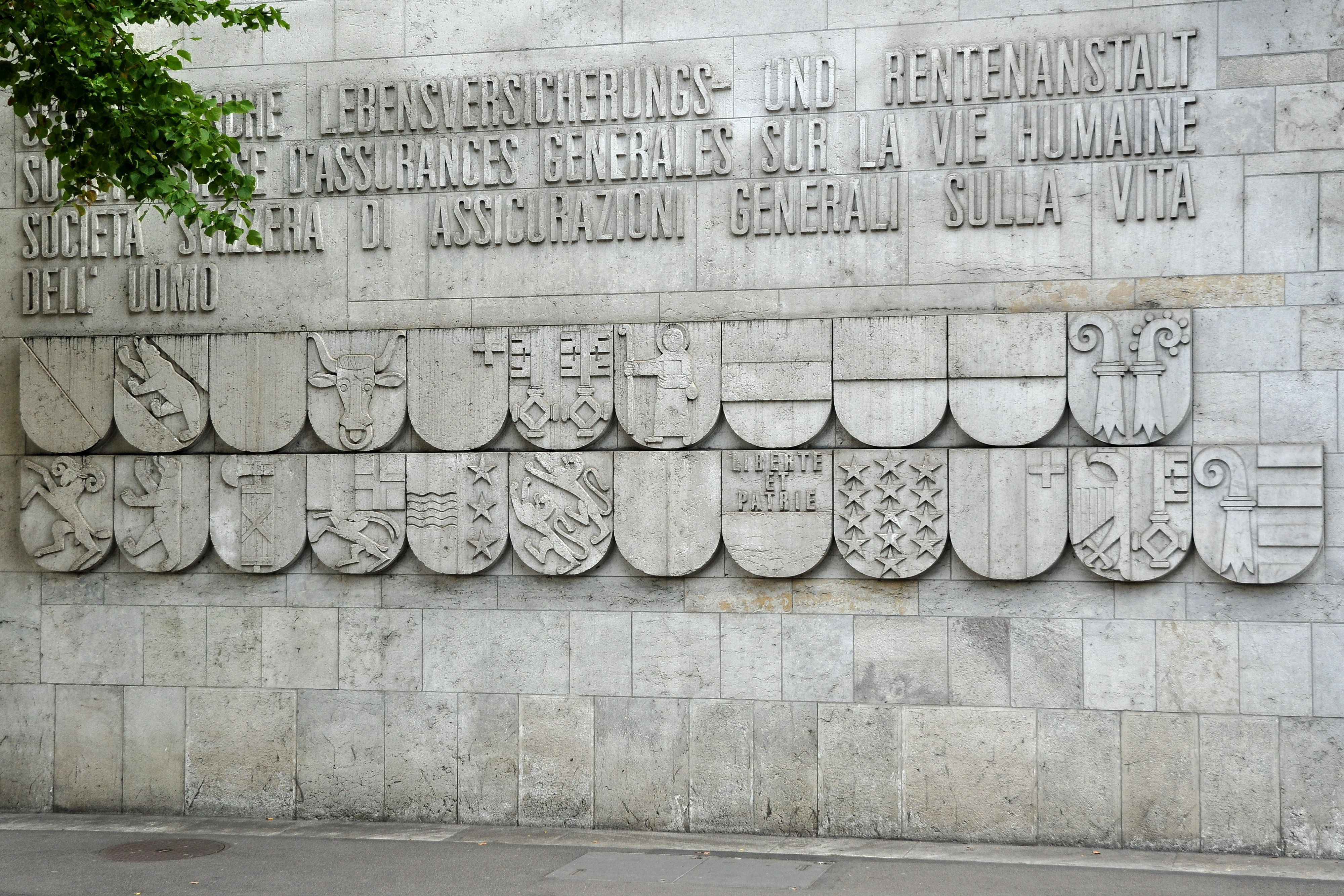
Relief sur la façade de l'assurance Rentenanstalt, Zurich (1938).
Drapeau et armoiries du canton de Glaris (1956).